# 吳柔思
吳柔思（1597年—？），字德嘉，號徽正，南直隸常州府武進縣民籍，宜興縣北渠里人，明朝政治人物。

## 生平
天啟元年（1621年）辛酉科應天鄉試第一百十五名舉人，二年（1622年）中式壬戌科會試一百五十三名，三甲第一百十四名進士。通政司觀政，授古田縣知縣，四年（1624年）任福建鄉試同考官，丁憂。服闋，七年（1627年）起為祥符縣知縣。

## 家族
曾祖吳性，嘉靖十四年進士，尚寶司丞；祖父吳中行，隆慶五年進士，翰林院侍講學士；父吳亮，萬曆二十九年進士，湖廣道監察御史。弟吳恭思、吳毅思、吳簡思（崇禎四年進士）、吳剛思（崇禎十六年進士）、吳止思。